# 天野武一
天野 武一（あまの ぶいち、1908年9月21日 - 1997年12月2日）は、日本の検察官。最高裁判所判事。

## 概要
1932年（昭和7年）に東京帝国大学法科を卒業。石川島造船所に入社したが、転身。1934年（昭和9年）に司法官試補となり、1935年（昭和10年）に検事となった。
東京地検が振り出し、1943年（昭和18年）に司法省刑事局に勤務。司法大臣秘書官、法務府人事課長、経理部長を歴任。1955年（昭和30年）に東京地検特捜部長に就任し、売春汚職事件を摘発した。その後、甲府地検検事正、法務総合研究所長、神戸地検検事正、大阪地検検事正を務めた。大阪地検検事正時代には大阪タクシー汚職事件を手掛けた。その後、高松高検検事長、福岡高検検事長を務めた後、1970年（昭和45年）3月に最高検次長検事、同年10月に大阪高検検事長に就任。
1971年（昭和46年）5月に最高裁判所判事に就任。就任の挨拶では「自分がそうできるわけではないが、判断は全人格的、全人間的なもの。片々たる知識ではなし、専門的素質ではなし」と話す。
高田事件の1972年（昭和47年）の最高裁判決では迅速な裁判が侵害されているとて免訴判決を出した多数意見に対して、「審理遅延の主たる原因とその遅延から受ける被告の不利益の有無やその程度に関する事実関係についてもっと調べるために高裁に差し戻すべき」とする反対意見を出した。
1978年（昭和53年）9月に定年退官した。
1979年（昭和54年）2月24日、国際勝共連合と自民党の国防関係国会議員が中心となり、「スパイ防止法制定促進国民会議」が設立された。呼びかけ人は木内信胤、朝比奈宗源、宇野精一、郷司浩平、宝井馬琴、三輪知雄の6人。サンケイ会館で設立発起人総会が開かれ、天野は発起人に名を連ねた。